# عثمان عامر
عثمان عامر ( 1932- 13 مارس 2012) هو صحفي وواحد من الإعلاميين الجزائريين الكبار، وهو أول من قدم نشرة أخبار الثامنة يوم 28 أكتوبر 1962 يوم استرجاع التلفزيون الجزائري لسيادته، وبعد تقاعده من مؤسسة الإذاعة والتلفزيون سنة 1980 عمل بقطاع المحاماة، وتوفي بمنزله بالبليدة، بعد مرض عضال.

## مسيرته
يعتبر عثمان عامر من الأسماء اللامعة التي تفانت في خدمة التلفزة في سنوات المحنة والشدة، تلك سنوات عصيبة التي ظنت فيها فرنسا أن تخليها عن تسيير قطاع الإعلام السمعي البصري سيكون بالنسبة للجزائر الضربة القاضية، لكن عزيمة الرجال خيبت آمال فرنسا آنذاك..
عرف الصحفي بإجرائه لعدة حوارات مع شخصيات سياسية كبرى منها رؤساء الجزائر: هواري بومدين والشاذلي بن جديد، والرئيس اليوغسلافي السابق جوزيف بروز تيتو والثوري ارنيستو تشي غيفارا.. كما حاور شخصيات أدبية وفنية هامة منها نزار قباني أثناء تغطيته لأمسياته الشعرية بالجزائر، وحاور محمد عبد الوهاب (موسيقار الأجيال)، كما زار عميد الأدب العربي الأستاذ طه حسين في بيته المسمى «رمتان» بمصر.
كما أنجز عدة روبورتاجات عبرالتراب الوطني وأخرى خارج البلاد كريبورتاج وادي الملوك بمصر وتحقيقات كبرى عن المعالم الأثرية بهذا البلد
ومن أجمل أقواله التي يعبر بها عن التحدي والإرادة وما يمكن أن يصنعاه، «ليس علينا كرجال صمدوا وصنعوا مجد الأمس أن نقول أننا عاجزون عن العطاء، حتى ولو كنا مقعدين عن الحركة مادامت بداخلنا روح التحدي والإرادة..»